# توماس هندریک ایلوس

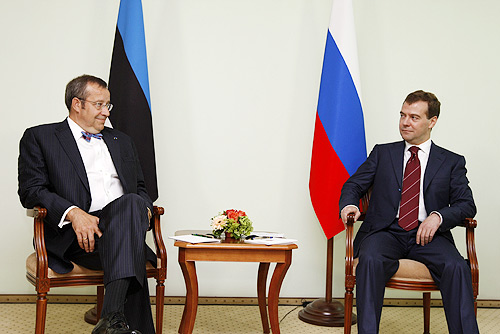
توماس هندریک ایلوس و دمیتری مدودف در سال ۲۰۰۸

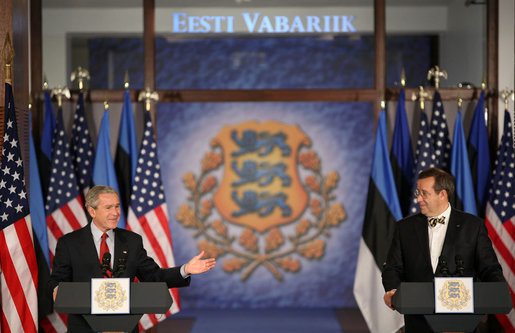
رئیس جمهور توماس هندریک ایلوس و رئیس جمهور جورج دبلیو بوش ، در استونی ۲۰۰۶

توماس هندریک ایلوس (به انگلیسی: Toomas Hendrik Ilves) (زاده ۲۶ دسامبر ۱۹۵۳) از سال ۲۰۰۶ به عنوان چهارمین رئیس‌جمهور استونی شناخته شد. او دیپلمات و خبرنگار و همچنین در سال ۱۹۹۰ رهبر حزب سوسیال دموکرات بود. او از سال ۱۹۹۶ تا ۱۹۹۸ و از ۱۹۹۹ تا ۲۰۰۲ در دولت به عنوان نخست‌وزیر خدمت کرده‌است. از سال ۰۲۰۰۴ تا ۲۰۰۶ یکی از اعضای اتحادیه اروپا بود. او در ۲۳ سپتامبر ۲۰۰۶ پیروز انتخابات رئیس‌جمهوری شد و از ۹ اکتبر ۲۰۰۶ کار خود را به عنوان رئیس‌جمهور آغاز کرد.

## زندگی خصوصی و تحصیلات

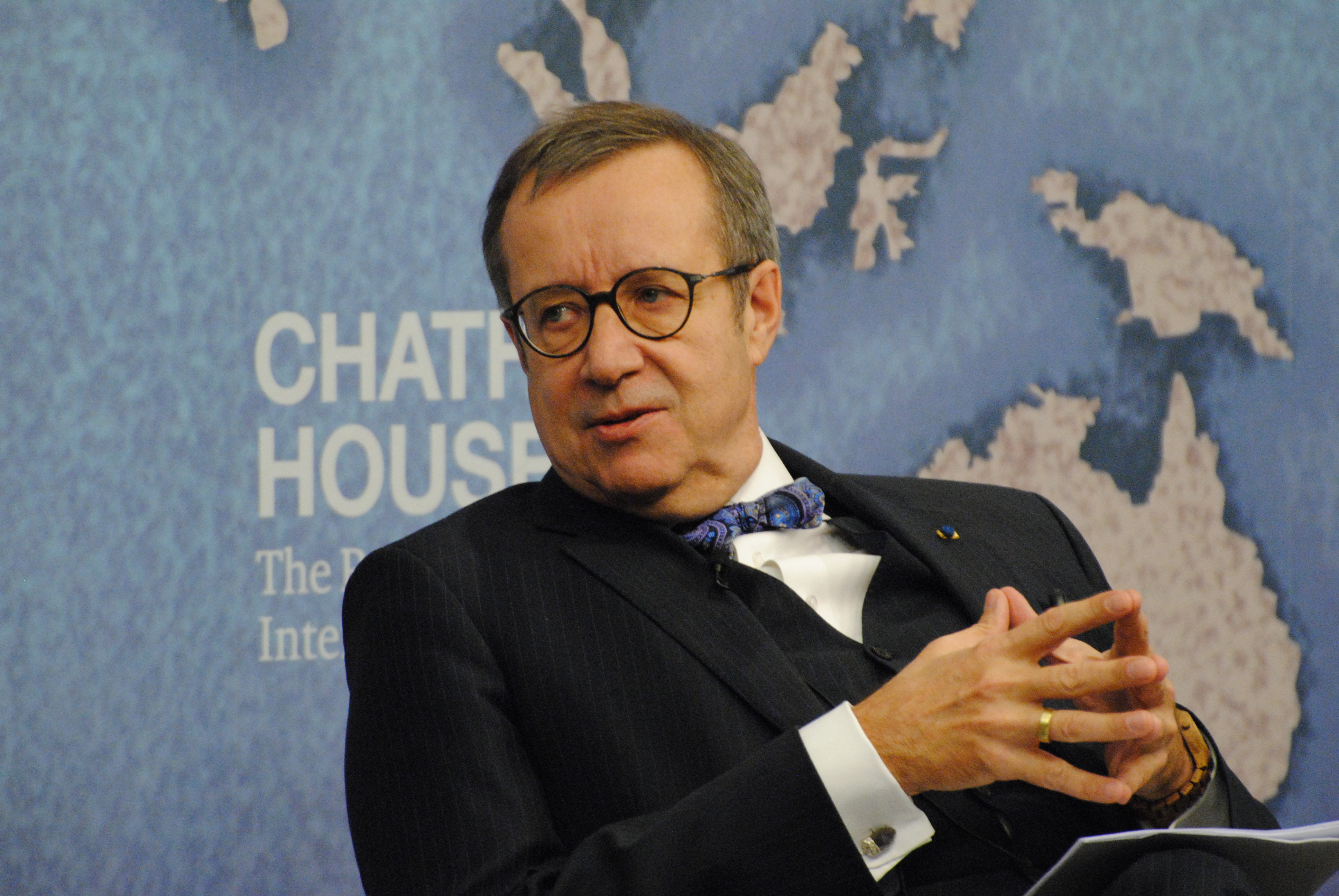
توماس هندریک ایلوس

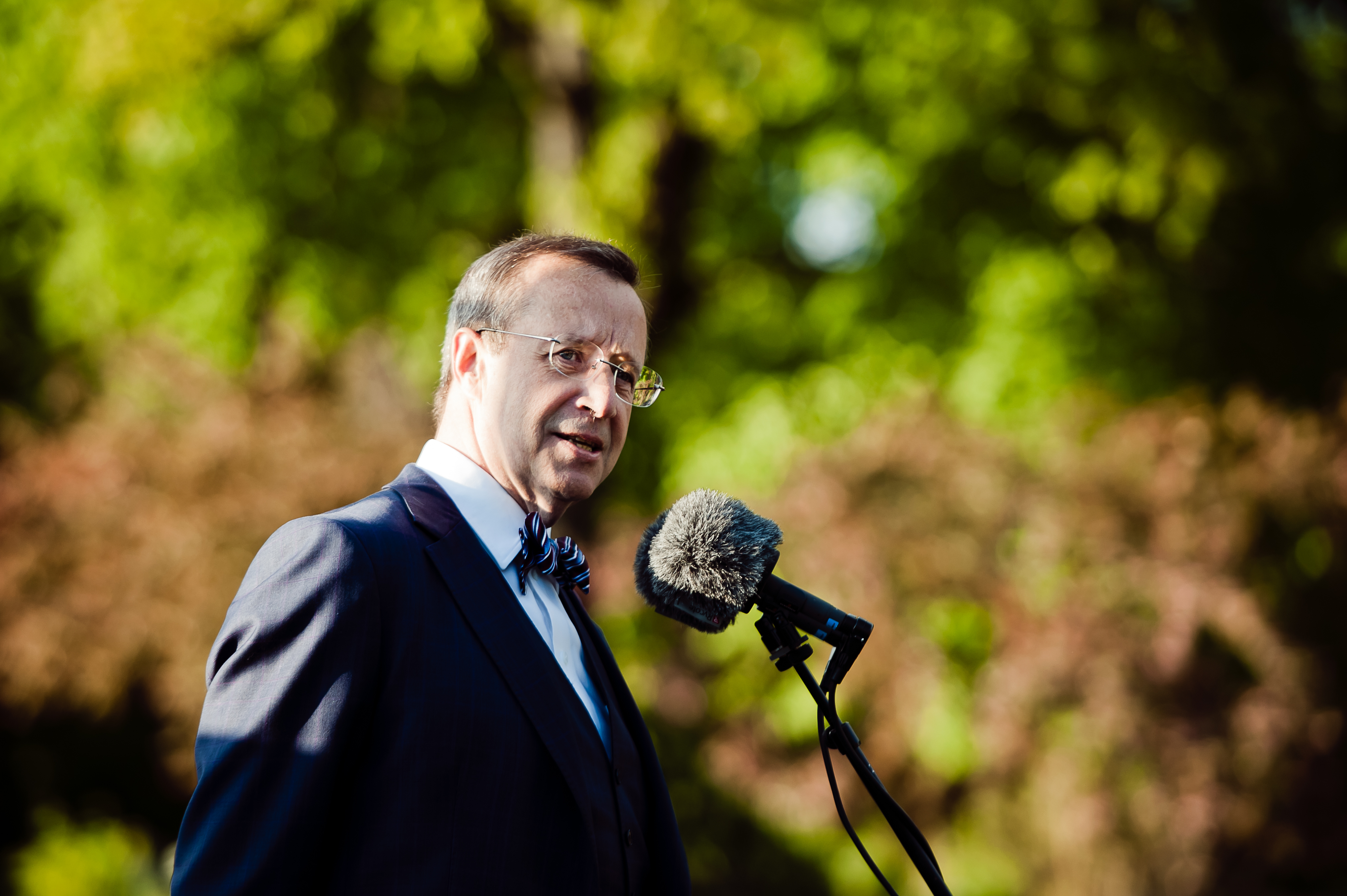
در سال ۲۰۱۲

ایلوس زاده استکهلم پایتخت سوئد است. پدر و مادر او پناهنده استونی هستند و مادر بزرگ مادری او اهل سن پترزبورگ، روسیه است. او بزرگ شده لئونیا، نیوجرسی، در ایالات متحده آمریکا است. او در سال ۱۹۷۲ در دبیرستان لئونیا به عنوان شاگرد ممتاز فارغ‌التحصیل شد. او در سال ۱۹۷۶ از دانشگاه کلمبیا مدرک کارشناسی را در رشته روانشناسی کسب کرد و در سال ۱۹۷۸ مدرک کارشناسی ارشد را در همان رشته از دانشگاه پنسیلوانیا کسب کرد.
زبان مادری او استونیایی است، و به زبان‌های انگلیسی، آلمانی، اسپانیایی و لاتین هم تسلط دارد.